# ブルー・アフタヌーン
『ブルー・アフタヌーン』（原題：Blue Afternoon）は、アメリカのミュージシャン、ティム・バックリィが、1969年に発表した4作目のスタジオ・アルバム。

## 概要
マネージャーのハーブ・コーエンがフランク・ザッパと共同で設立したストレイト・レコードから発表された。
前作『ハッピー・サッド』で明確になったバックリィのジャズへの傾倒が窺える作品である。

## 収録曲
作詞作曲はティム・バックリィによる
サイド1
1. ハッピー・タイム - "Happy Time" 3:15
2. チェイス・ザ・ブルース・アウェイ - "Chase The Blues Away"  5:14
3. アイ・マスト・ハヴ・ビーン・ブラインド - "I Must Have Been Blind"  3:40
4. ザ・リバー - "The River"  5:47

サイド2
1. ソー・ロンリー - "So Lonely"  3:27
2. カフェ - "Café"  5:40
3. ブルー・メロディ - "Blue Melody"  4:55
4. ザ・トレイン - "The Train"　7:53

## パーソネル
- ティム・バックリィ - 12弦ギター、ボーカル
- リー・アンダーウッド - ギター、ピアノ
- スティーヴ・カーン - ギター (「Happy Time」「So Lonely」)
- デイヴィッド・フリードマン - ヴィブラフォン
- ジョン・ミラー - アコースティック&エレクトリック・ベース
- ジミー・マディソン - ドラム
- カーター・C.C.・コリンズ - コンガ (「Blue Melody」)

テクニカル
- ディック・カンク - エンジニア、テクニカル・プロダクション
- ジョン・ウィリアムズ - デザイン;撮影
- フランク・ベズ - 撮影